# 拉杰巴里沙达尔乌帕齐拉
拉杰巴里沙达尔乌帕齐拉 (英语: Rajbari Sadar Upazila) 是孟加拉国达卡专区拉杰巴里县的一个乌帕齐拉。

## 地理
拉傑巴里沙達爾位於23°45′15″N 89°39′00″E / 23.7542°N 89.6500°E。該區域內有48513戶家庭，總面積為313 平方公里。